# スガナレル (戯曲)

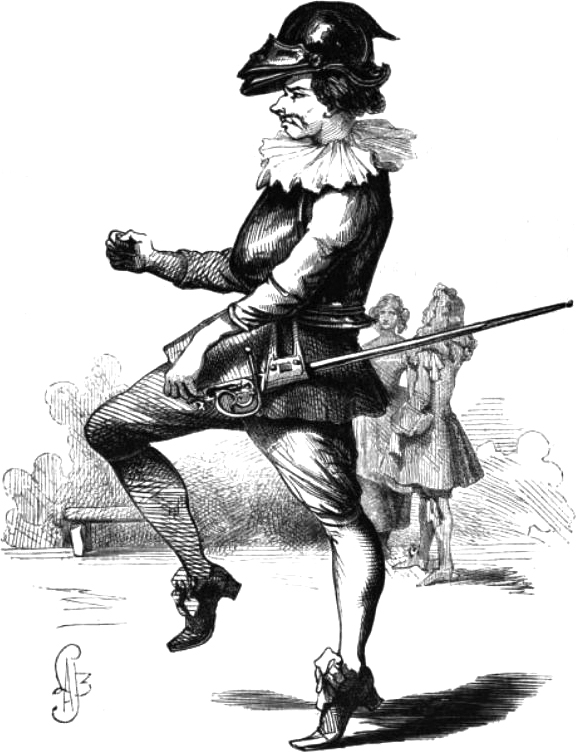
武装し、レリーに復讐しようとするスガナレル(第21景)

『スガナレル:あるいは疑りぶかい亭主』（仏語原題：  Sganarelle ou le Cocu imaginaire   ）は、モリエールの戯曲。1660年発表。プチ・ブルボン劇場にて同年5月28日初演。

## 登場人物
- ゴルジビュス…パリの商人
- セリー…ゴルジビュスの娘
- レリー…セリーの恋人
- グロ・ルネ…レリーの下男
- ヴィルブルキャン…ヴァレールの父
- スガナレル…パリの商人、疑り深い亭主
- スガナレルの妻(名前指定なし)
- セリーのばあや(〃)
- スガナレルの親類(〃)

- ヴァレールはセリーが結婚を押し付けられている男の名前だが、登場しない

## あらすじ
舞台はパリの広場から。

### 第1～6景
セリーとその父親ゴルジビュスが登場。セリーはすでにレリーと恋人であるにもかかわらず、ゴルジビュスに気の進まない相手と結婚させられそうになっており、それがあまりにいやなので泣いている。元はと言えばレリーとの交際をセリーに勧めたのもゴルジビュスであったが、彼は結婚相手としてより有利な、財産を持った男(=ヴァレール)と結婚させようとしているのであった。ゴルジビュスがいなくなって、ばあやがセリーに結婚を勧めていると、レリーに贈られた肖像画を見ていたセリーは突然気を失って倒れてしまった。ばあやの叫び声を聞いて、スガナレルが登場。ところが、スガナレルがばあやに頼まれてセリーを抱えているところを、その妻に見られてしまい、浮気と勘繰られてしまった。スガナレルの妻は浮気現場を押さえようと広場に出てくるが、すでにそこにはスガナレルの姿はない。かわりに、セリーが落としていったスガナレルの肖像画の入った箱を拾ったのだった。セリーを運び終わって広場に戻ってきたスガナレルであったが、そこで彼が目にしたものは、肖像画に描かれた美男子(=レリー)に現を抜かし、キスまでしている妻の姿だった。お互いの勘違いから、話の噛み合わない口論を始めるスガナレルとその妻。肖像画を抱えて逃げていく妻であった。

### 第7～17景
旅へ出ていたレリーが、下男のグロ・ルネとともに帰ってきた。セリーが結婚するという話を聞いて、急いで帰ってきたのだ。そこへ、妻から奪った肖像画を眺めているスガナレルが登場。愛の証としてセリーに送ったはずの肖像画を見知らぬ男が持っているので、どこから手に入れたのか尋ねると、スガナレルに「自分の妻が持っていた。その妻とお前が恋仲にあることもとっくに知っている」と返され、ショックを受けてしまう。セリーに裏切られたと勘違いしたレリーは、旅の疲れもあって急に気分を悪くしてしまった。そこへスガナレルの妻が現れ、介抱のために家で休むように提案してくれたので、厚意に甘えるレリー。その一方、スガナレルは妻の父親と話をつけようとしていた。父親に「焦らず、もっと事を調べてみるよう」に言われたスガナレルは、確証があるわけでもないので気を取り直し、その助言に従うことにしたものの、すぐにレリーとそれを介抱していた妻の姿を見てしまった。気分の良くなったレリーの方でも、(セリーの夫であると勘違いしている)スガナレルを見つけ、「あんなきれいな奥さんを持つなんて、なんという幸せな男だろう！」と独り言のように言いながら家から出て行った。立ち去り際のレリーの言葉に怒るスガナレルであったが、そこへセリーが登場し、怒りの理由を尋ねた。洗いざらいすべてをスガナレルから聞いたセリーは裏切られたと勘違いし、「レリー憎し」でスガナレルとともに盛り上がり、復讐を誓う。スガナレルも復讐にぶん殴りに行こうとするが、あれこれ思い悩み、結局ぶん殴るのはやめて言いふらしに行くことにしたのであった。

### 第18～24景
セリーは、レリーへの復讐として、ゴルジビュスの言いつけ通りに結婚することにした。そこへレリーが結婚前の最後の挨拶にやってきた。口論になるが、お互いに非があると勘違いしているので、当然話がかみ合わない。復讐を諦めきれず、武装をしたスガナレルやその妻がやってきて、話はますます混乱する。傍で聞いていてもさっぱり話が呑み込めないばあやは、仲裁に入り、話を整理していくことにした。ばあやの仲裁のおかげで、セリーが肖像画を落としたことがすべての発端で、それ以外は勘違いであったことがわかり、安心する一同。ところが、先ほど復讐のために結婚を承諾してしまったセリーは焦りを隠せない。ゴルジビュスに話を通そうとしたが、聞き入れてもらえそうもない。そこへヴィルブルキャンがやってきた。息子のヴァレールには、すでに財産も家柄もある内縁関係のある女性がおり、セリーと結婚させられなくなったという。もう結婚の話にはうんざりしていたゴルジビュスも、レリーの存在を話し、レリーとセリーの結婚を認めたのだった。幕切れ。

## 成立過程
モリエールは1659年、彼のオリジナルな発想による初の戯曲『才女気取り』を制作し、大成功を収めた。本作はそれに次いで制作されたものである。初演はジャン・ド・ロトルーの悲劇『ヴァンスラス』と2本立てであった。本作は一幕物にしては複雑な構成を持っているが、上演時間は1時間にも満たないため、その後もほかのさまざまな悲劇や喜劇と合わせて上演された。しかし『才女気取り』ほどの成功を収めることはできなかった。モリエールはこの作品によほどの愛着を持っていたようで、1673年までの生存中は毎年本作を上演にかけ、その上演回数は生涯で120回にも達した。
前作の『才女気取り』は先述したように大当たりをとったので、利益を得ようとして無断で作品を出版しようとしたり、模倣作まで制作する輩が現れた。本作はそれほど成功を収めたわけでもないのに、同様の事態に見舞われた。モリエールとしてもこの不法行為を訴えずにはおられず、結局解決までにかなりの時間を要した。著作権の概念が極めて曖昧だった当時には、制作者としては避けがたいことであったのである。

## 解説
ゴルジビュス、スガナレル、ヴィルブルキャンは、モリエールの南フランス巡業中の作品である『バルブイエの嫉妬』と『飛び医者』にも見られる名前であるが、この2つの作品においては単なる定型的な人物に過ぎなかったのに対し、本作では進化し、それぞれに個性の萌芽が与えられている。
特にスガナレルは、名前からもわかるようにイタリア喜劇の流れを引く人物だが、作中では非常に個性的な性格の人物として描かれている。第17景はスガナレルの長台詞のみで終わるが、この場面にはのちにモリエールが優れた性格喜劇にまで発展させることになる、心理の相剋が素朴な形で示されている。
この戯曲では、一枚の肖像画が転々と人手に渡り、それぞれ様々な思い違いを経ていさかいを起こすが、最後には高まる笑いのうちにすべてが一挙に解決する。一幕物ながら多幕物に見られるような巧みな構成を持っている。安堂信也はこの作品の1～6景を第1部、7～17景を第2部、17～24景を第3部に分け、「1部における状況の説明は簡単明瞭で、しかも行動のうちに描き出され、第2部におけるその発展と、クライマックスとしてのモノローグへの盛り上がりの計算も見事であるし、第3部の気分の転換も、結末への進行も無理なく行われる。こうした構成はファルスから喜劇への過渡的な試みとして見逃されてはならない」と評し、本作は3～5幕からなる喜劇の前段階的作品であると指摘した。

## 日本語訳
- 『スガナレル－疑深い亭主－』吉江喬松訳、（モリエール全集 第一卷 所収）、中央公論社、1934年
- 『スガナレル－疑い深い亭主－』吉江喬松、安堂信也訳、（モリエール笑劇集 所収）、白水社、1959年
- 『スガナレル もしくは 疑りぶかい亭主』鈴木力衛訳、（モリエール全集 2 所収）、中央公論社、1973年
- 『スガナレル あるいはコキュにされたと思った男』秋山伸子訳、（モリエール全集 2 所収）、臨川書店、2000年

## 翻案
- 『倉吉』草野柴二訳、（モリエエル全集 上巻 所収）、金尾文淵堂・加島至誠堂、1908年
  - 元版　『倉吉』草野柴二訳、明星 1904年7月号掲載